# Georgskirche (Amelunxen)

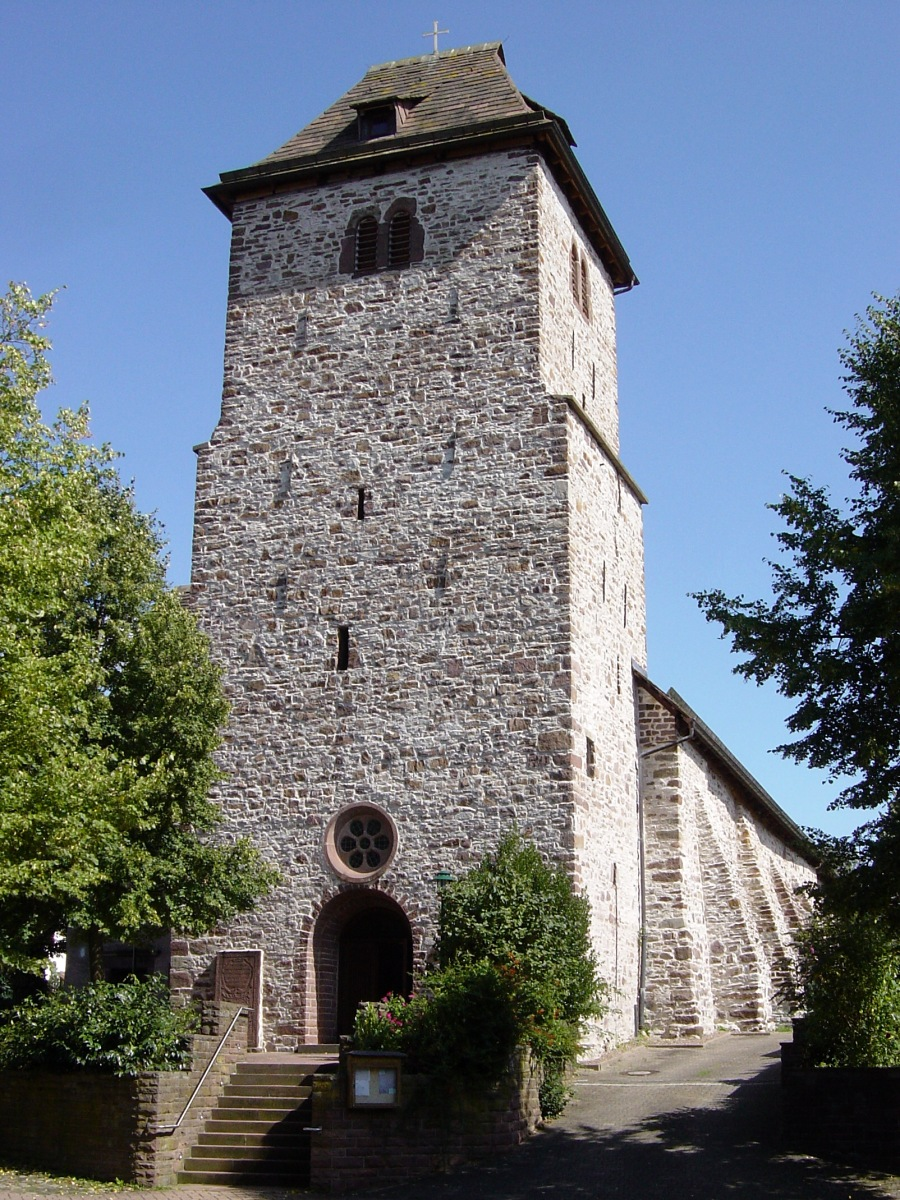
Georgskirche Amelunxen

Die Georgskirche ist die evangelisch-lutherische Pfarrkirche von Amelunxen, einem Ortsteil der Stadt Beverungen im Kreis Höxter in Westfalen. Sie gehört zum Kirchenkreis Paderborn der Evangelischen Kirche von Westfalen.

## Geschichte
Im Jahr 811 wurde der Ort erstmals genannt. Zu dieser Zeit entstand auch der erste, nur archäologisch nachgewiesene Kirchenbau. Der heutige romanische Kirchenbau wurde 1118 durch den in Corvey zum Bischof von Metz geweihten Theoger von Sankt Georgen konsekriert. Die zunächst flachgedeckte Saalkirche mit Altarraum und Apsis wurde im 13. Jahrhundert um einen Westturm erweitert und im Innern über schweren Wandpfeilern mit Gurtbögen kreuzgratgewölbt. 1332 wurde die Pfarrei der Abtei Corvey inkorporiert. Um 1500 erhielt die Kirche einen kreuzrippengewölbten spätgotischen Chorbau.
Während des 16. Jahrhunderts hatte die Reformation namentlich durch das Wirken des Grundherrn, der Adelsfamilie von Amelunxen, Fuß gefasst, so dass 1651 die Georgskirche im sogenannten Amelunxer Rezess den Protestanten übergeben wurde. Nach dem Gnaden- und Segensrezess des Fürstbischofs Christoph Bernhard von Galen von 1674 wurde sie jedoch bis zur Errichtung der katholischen St.-Peter-und-Paul-Kirche im Jahre 1822 von beiden Konfessionen als Simultankirche genutzt. Die katholische Gemeinde ließ dabei 1678 nordseitig eine Sakramentskapelle anbauen.

## Ausstattung
Der Chor erhielt um 1900 figürliche Glasfenster der Glasmalerei Wilhelm Franke in Naumburg mit den Darstellungen Luthers, der Auferstehung Christi und des Apostels Paulus.